# Чернозем (село)
Вижте пояснителната страница за други значения на Чернозем.
Чернозем е село в Югоизточна България. То се намира в община Елхово, област Ямбол.

## География
Чернозем граничи на запад — с. Гранитово (22 km), на изток – с. Раздел (12 km), на юг — с. Мелница (30 km), на север — гр. Елхово (13 km) и на североизток — с. Маломирово (4 km).
При Чернозем се събират две реки и се образува река Араплийска. В местността Беш тепе има руини на древно тракийско селище,
също така има и множество местности които имат своята живописна ценност.

## История
Старото име на селото е Арапли.

## Редовни събития
Всяка година в последната събота август в село Чернозем се провежда събор. Събират се хора от близките села и градове. Идват музиканти и се провеждат борби, мачове и стрелби.

## Личности
- Георги Попов (1889 – 1958) – Български политик от БРСДП и министър